# Leon Vlemmings
Leon Vlemmings (Germent, 3 de abril de 1970) é um técnico de futebol holandês. Atualmente treina o Feyenoord de Roterdã.[carece de fontes?]